# الیزابت هاولی
الیزابت هاولی (به انگلیسی: Elizabeth Hawley) (متولد ۹ نوامبر ۱۹۲۳ در شیکاگو، ایلینوی) زنی آمریکایی است که پیش از این خبرنگار بود و اکنون واقعه‌نگار اکسپدیشن‌های هیمالیا است.
او در سپتامبر ۱۹۶۰ به نپال سفر کرد و هرگز آن‌جا را ترک نکرد. با وجود این‌که هاولی در عمرش کوه‌نوردی نکرده است، اما در طول بیش از چهار دهه به شناخته شده‌ترین واقعه‌نگار صعودهای هیمالیا یدل شده است. او به دلیل ثبت دقیق و کامل رکوردها، مورد احترام جامعهٔ جهانی کوه‌نوردی است. کوه‌نوردانی که به قله‌های هیمالیا در نپال صعود می‌کنند باید پس از فرود با خانم هاولی یا دست‌یارانش گفتگو کنند تا درستی صعود آن‌ها مورد تایید قرار گرفته و به جهانیان اعلام شود.
او در دانشگاه میشیگان در رشتهٔ تاریخ تحصیل کرد و به عنوان دست‌یار دپارتمان تاریخ در همان دانشگاه استخدام شد. او هرگز ازدواج نکرد.
کار روزنامه‌نگاری او در سال ۱۹۴۶ در مجلهٔ Fortune آغاز شد، کاری که آمیزه‌ای از گزارش و پژوهش بود و او را به سفرهای بی‌شماری برد. او در سال ۱۹۵۷ از کار در این مجله استعفا داد تا بیش‌تر سفر کند، او سفرهای زیادی را با ترن و اتوبوس ترتیب داد و به اروپای شرقی و اتحاد شوروی (۱۹۵۷)، خاورمیانه (ترکیه، اسراییل، چندتا از کشورهای عربی و ایران در ۱۹۵۸) و جنوب آسیا از جمله نپال رفت. او چند کار نادایم در نیویورک گرفت تا خرج سفرهایش را به‌دست آورد و در سپتامبر ۱۹۶۰ آمریکا را بار دیگر ترک کرد و به نپال رفت، اقامت آن‌جا را گرفت و در کاتماندو، نپال ساکن شد، جایی که تا کنون در آن می‌زید.
از همان روزها به عنوان خبرنگار پاره‌وقت جاوید مجلهٔ تایم در نپال برگزیده شد. پس از آن در ۱۹۶۲ خبرنگار قراردادی آژانس خبری رویترز شد. زمانی که برای رویترز کار می‌کرد، دریافت که مهم‌ترین خبرهای منطقه مربوط به فعالیت‌های کوه‌نوردی است و شروع کرد به ملاقات هر اکسپدیشن که برای کوه‌نوردی به نپال می‌آمدند و زمانی که مرزهای تبت به روی کوه‌نوردان باز شد، او توانست آن‌هایی را که با هدف صعود به بخش‌های شمالی هیمالیا می‌امدند نیز ملاقات کند، او خود هرگز کوهی را صعود نکرد، ولی علاقه و کشش عمیقی به کوه‌نوردی پیدا کرد، او با بسیاری کوه‌نوردان خبره و نامی که برای هیمالیای نپال آمده بودند آشنا شد، سی و پنج سال بعد، او هم‌چنان با همهٔ تیم‌ها دیدار می‌کند، او اکنون متخصص خبرهای کوه‌نوردی برای رویترز است و به صورت منظم گزارش‌هایی را به مجله‌ها و بولتن‌های کوه‌نوردی در ۹ کشور جهان می‌فرستد.
در ۱۹۹۴، کلوب‌آلپاین آمریکا که الیزابث عضو افتخاری آن است، جایزهٔ ادبی خود را به او اهدا کرد، جایزه‌ای که AAC به کسانی که در طول سال‌ها به کوه‌نویسی پرداخته‌اند، می‌دهد.
در کنار گزارش‌گری، او مسوولیت‌های دیگری هم در نپال داشته است، او افسر اجرایی سازمانی است که سر ادموند هیلاری برای پشتیبانی فعالیت‌های بهداشتی، آموزشی و فرهنگی در منطقهٔ کوه اورست ایجاد کرد. او هم‌چنین، اگرچه آمریکایی است، کنسول افتخاری زلاندنو است، او مشاور گروه شرکت‌های سفرهای ماجراجویانه کوه‌نوردی در نپال است.